# Plemstvo
Plemstvo označava poseban društveni sloj. U većini europskih zemalja plemstvo je danas izgubilo status povlaštena društvena sloja. 
U feudalnom društvu plemstvo je bio vladajući društveni sloj, sa statusom koji je bio utemeljen obiteljskim podrijetlom po rođenju ili po službi. 
Plemstvo se uglavnom stjecalo zbog:
- izvanredne vojne sposobnosti ili snage (viteštvo, samuraj)
- gospodarske nadmoći ili velikih posjeda
- dodijeljeno od vladara (kao nagrada za posebne zasluge)

Plemstvo je u Europi doživjelo svoj vrhunac od srednjeg vijeka sve do kasnoga 18. stoljeća. Od tada je značaj u nekim europskim zemljama već bio u opadanju. 
Svoje povlastice plemstvo je postupno izgubilo nakon francuske revolucije. U tehnološki razvijenom svijetu građanstvo se u obrazovanom sustavu, industriji, znanosti i vlasti konkurentnijem. Još u 19. stoljeću tradicijska plemićka zvanja bila su časnička, diplomatska i klerička (visoko svećenstvo).

## Hrvatske plemićke obitelji
Podrobnije: Dodatak:Popis poznatih plemićkih obitelji iz Hrvatske, Hrvatsko plemstvo, Dubrovačko plemstvo, Splitsko plemstvo
- Trpimirovići - hrvatska vladarska dinastija
- Draškovići
- Frankapani
- Lackovići
- knezovi Zrinski
- Koprivnjak (Celjski Koprivnjaci)